# Martinengo
Martinengo är en ort och kommun i provinsen Bergamo i regionen Lombardiet i Italien. Kommunen hade 10 647 invånare (2018).